# Sant'Andrea oltre il Muson
Sant'Andrea oltre il Muson è una frazione italiana di 2 293 abitanti del comune di Castelfranco Veneto.

## Geografia fisica
La frazione si localizza a sudovest del capoluogo comunale (oltre il torrente Muson dei Sassi appunto), tra Treville e il confine con San Martino di Lupari.

## Storia
Secondo una tradizione, tra i partecipanti alla Prima Crociata figurava anche un Insardo da Sant'Andrea del Muson. Difficile dire se Jacopo da Sant'Andrea, che Dante colloca fra gli scialacquatori, provenisse da questa località o piuttosto da Sant'Andrea di Campodarsego.
Dal 28 settembre 1810 rappresentò un comune autonomo comprendente le frazioni di Treville, Monastiero e Borghetto (queste ultime due passarono in seguito a San Martino di Lupari). Venne soppresso il 7 febbraio 1862 e aggregato a Castelfranco, sorte che toccò anche al comune di Salvarosa.

## Monumenti e luoghi d'interesse

### Parrocchiale
Citata a partire dal 1100, era in origine cappella dipendente dalla pieve di Godego ma passò all'arcipretato di Castelfranco dopo l'istituzione di quest'ultimo, nel XIV secolo. In tempi più recenti, pur essendo stata istituita in parrocchia, rimase subordinata a Treville dalla quale prelevava gli oli santi.
L'attuale costruzione fu progettata da Michele Fapanni e venne eretta attorno al 1845 utilizzando parte delle mura della vecchia chiesa; nel 1852 fu realizzata la facciata. Nel 1945 subì un importante ampliamento con il prolungamento di un'arcata e l'inserto del transetto, cosa che tuttavia ne alterò le proporzioni neoclassiche.

### Villa Chiminelli
Villa Chiminelli sorge nel centro del paese, a fianco della parrocchiale.
A lungo si è creduto che fosse stato costruito dei Corner del ramo di San Polo (e in particolare dal vescovo di Treviso Giorgio Corner) nella seconda metà del Cinquecento. Ricerche più recenti hanno dimostrato che fu realizzato invece dal pievano Francesco Soranzo come canonica per la chiesa limitrofa. Passò in seguito ai nobili locali Piacentini, quindi ai Tiepolo e infine ai bassanesi Chiminelli.
Dal punto di vista architettonico, la villa segue il tipico impianto veneziano, con la facciata tripartita e le vaste aperture cui corrisponde un salone passante circondato da quattro stanze e una loggia all'ingresso. Al portale del piano rialzato si accede mediante una scalinata ornata da quattro statue raffiguranti le stagioni. 
Il fronte è completamente affrescato: i dipinti rappresentano quattro colonne di ordine corinzio che sorreggono un loggiato su cui campeggia, al centro, l'arma dei Corner, con ai lati un giovane e una donna nudi. Le decorazioni proseguono all'interno della loggia, sulle cui pareti sono raffigurati uccelli, putti, festoni di frutta e verdura, note, strumenti e musicanti; al tema della musica si affianca quello dell'amore coniugale, con due colombe all'interno di un ovale. Secondo Giampaolo Bordignon Favero, gli affreschi furono realizzati quando la villa fu donata da Francesco III Corner in occasione del matrimonio tra una parente e di un De Mediis.
Anche il salone interno è ornato da dipinti raffiguranti colonnati, logge aperte su paesaggi bucolici e, al centro delle pareti, scene bibliche monocrome. Lo stesso schema decorativo si ripete nelle stanze vicine.
La paternità delle opere è ancora discussa, ma i più propendono per Benedetto Caliari, fratello del più noto Paolo Veronese.

## Cultura

### Istruzione

#### Museo Agricolo e Museo dell'arte conciaria "Chiminelli"
Il complesso, gestito da privati, si trova nei rustici annessi a Villa Chiminelli. La prima sezione è dedicata al mondo rurale, con una collezione di oggetti di uso comune, attrezzi agricoli, carriaggi e macchine per la tessitura. Una seconda parte comprende oltre un centinaio di macchine e strumenti provenienti dalle industrie conciarie del Bassanese, in particolare dalla storica scamosceria "Grappa" fondata nel 1773.